# جلم ماء بولر
جلم ماء بولر (الاسم العلمي: Puffinus bulleri) هو نوع من فصيلة طيور بترل.